# Asplenium macrophyllum
Asplenium macrophyllum là một loài thực vật có mạch trong họ Aspleniaceae. Loài này được Sw. miêu tả khoa học đầu tiên năm 1801.